# Кестеново
Кестеново (болг. Кестеново) — село в Болгарии. Находится в Тырговиштской области, входит в общину Омуртаг. Население составляет 279 человек.

## Политическая ситуация
В местном кметстве Кестеново, в состав которого входит Кестеново, должность кмета (старосты) исполняет Фикрет Мустафов Расимов (независимый) по результатам выборов правления кметства.
Кмет (мэр) общины Омуртаг — Неждет Джевдет Шабан Движение за права и свободы (ДПС)) по результатам выборов в правление общины.